# Vijucal
Vijucal es una localidad peruano ubicada en el distrito de Buenos Aires, perteneciente a la provincia de Morropón del departamento de Piura, al norte del Perú. 

## Ubicación
Vijucal se ubica al norte de la provincia de Morropón, en el distrito de Buenos Aires, en el departamento de Piura.

## Demografía
En 2017 Vijucal tenía una población de 2 habitantes.
| Gráfica de evolución demográfica de Vijucal entre 1993 y 2017 |
|                                                               |
| Fuentes: Población 1993 y 2017                                |